# 博韦达
博韦达，是西班牙加利西亚自治区卢戈省的一个市镇。 总面积91平方公里，总人口1949人（2001年），人口密度21人/平方公里。